# Harris (Wisconsin)
Harris es un pueblo ubicado en el condado de Marquette en el estado estadounidense de Wisconsin. En el Censo de 2010 tenía una población de 790 habitantes y una densidad poblacional de 9,88 personas por km².

## Geografía
Harris se encuentra ubicado en las coordenadas 43°51′23″N 89°25′50″O / 43.85639, -89.43056. Según la Oficina del Censo de los Estados Unidos, Harris tiene una superficie total de 79.92 km², de la cual 79.21 km² corresponden a tierra firme y (0.88%) 0.71 km² es agua.

## Demografía
Según el censo de 2010, había 790 personas residiendo en Harris. La densidad de población era de 9,88 hab./km². De los 790 habitantes, Harris estaba compuesto por el 98.99% blancos, el 0% eran afroamericanos, el 0.25% eran amerindios, el 0.13% eran asiáticos, el 0% eran isleños del Pacífico, el 0.13% eran de otras razas y el 0.51% pertenecían a dos o más razas. Del total de la población el 1.14% eran hispanos o latinos de cualquier raza.